# Alfredo María Oburu Asue
Alfredo María Oburu Asue C.M.F. (Evinayong, 13 de abril de 1947 - Bata, 27 de agosto de 2006), obispo claretiano de Ebebiyín.

## Biografía
Evinayong es una población de la región continental de Guinea Ecuatorial que pertenece a la diócesis de Bata. Durante el mandato de Francisco Macías Nguema se exilió en Gabón, estudiando posteriormente filosofía y teología en la Universidad de Brazzaville (República del Congo), y más tarde en Roma, en el Claretianum, instituto de los Hijos de Corazón Inmaculado de María.
Fue Superior regional de los Claretianos y párroco en Franceville en Gabón.
Alfredo como se le conoce en Guinea Ecuatorial, era una persona muy querida por el pueblo de Guinea Ecuatorial y por el mismo presidente Teodoro Obiang. Fue un sacerdote sencillo que amaba África a pensar a su horrible enfermedad, el enviaba semanalmente a Ebebeyin todas sus oraciones para que todos los domingos se leyeran en la iglesia.
Era muy devoto y un gran patriota de Guinea Ecuatorial. 
Fue ordenado sacerdote el 22 de marzo de 1981, ejerciendo en Franceville (Gabón), Kinshasa (RDC), y Yaundé (Camerún). 
En febrero de 2003, fue nombrado obispo de Ebebiyín. Falleció el 27 de agosto de 2006 en Bata después de una larga enfermedad renal después de un trasplante a los rinones en Italia se hizo el imposible por evacuarlo hacia Italia y murió saliendo al avión, El mismo Presidente de la República de Teodoro Obiang Nguema todo su tratamiento y trasplante médico en Italia en nombre del pueblo de Guinea Ecuatorial.